# Torrent de Cal Conill
El Torrent de Cal Conill, en alguns mapes Torrent del Conill, és un afluent per la dreta del Cardener, a la comarca catalana del Bages. El curs del Torrent de Cal Conill transcorre íntegrament pel terme municipal de Navars, en el sector més occidental d'aquest terme, a la dreta del Cardener.
Es forma a l'extrem sud-oest del Pla del Conill, a ponent de Cal Conill, al nord-oest de Sant Salvador de Torroella. El seu curs davalla cap a l'est-sud-est, pel vessant nord-est del Castell de Torroella; deixa al nord la masia de Cal Conill, i no troba cap altra masia ni cap lloc destacat al llarg del seu recorregut.
S'aboca en el Cardener al Pla del Riu, al nord de Cal Flautes i del Reguer de Cal Serrador.
La xarxa hidrogràfica del Torrent de Cal Conill està integrada per 4 cursos fluvials que sumen una longitud total de 2.331 m.